# (13323) 1998 SQ
133231998 SQ è un asteroide troiano di Giove del campo greco. Scoperto nel 1998, presenta un'orbita caratterizzata da un semiasse maggiore pari a 5,070283 UA e da un'eccentricità di 0,089796, inclinata di 0,921066° rispetto all'eclittica. Ha un diametro di 23,198 km, un periodo di rotazione di 29,23 ore e un'albedo di 0,099.